# Isil Alben
Isil Alben (n. 22 de febrero de 1986, Estambul) es una jugadora profesional de baloncesto de Turquía. Actualmente juega en el Galatasaray S.K.
Comenzó a jugar en el equipo de la Universidad de Estambul en 1998, donde permaneció 8 años hasta 2006. Ese año comenzó a jugar con el Botas Spor, un año después fue fichada por el Galatasaray S.K., equipo en el que sigue jugando tras un paréntesis en la temporada 2014-2015 en que jugó con el equipo ruso del Dynamo Kursk.
Participó en el Campeonato Europeo de Baloncesto Femenino de 2011 en Polonia donde obtuvo la medalla de plata; y el campeonato de 2013 en Francia, donde obtuvo la medalla de bronce. Ha sido olímpica con la selección femenina de Turquía en los Juegos Olímpicos de Londres 2012 y en los Juegos Olímpicos de Río 2016.
Ha sido 116 veces internacional con su selección.
- Datos: Q1152011
- Multimedia: Işıl Alben / Q1152011